# Yèyīng
Yèyīng é um filme de drama chinês de 2013 dirigido e escrito por Philippe Muyl. Foi selecionado como representante da China à edição do Oscar 2014, organizada pela Academia de Artes e Ciências Cinematográficas.

## Elenco
- Li Baotian - Zhu Zhi Gen
- Li Xiaoran - Ren Quan Ying
- Qin Hao - Zhu Chong Yi
- Yang Xinyi - Ren Xing